# John Spencer (jogador de snooker)
John Spencer (Radcliffe, Lancashire, 18 de setembro de 1935 – Bolton, Lancashire, 11 de julho de 2006) foi um jogador profissional inglês de snooker que foi três vezes campeão mundial de snooker profissional (1969, 1971 e 1977) e lutou pela supremacia ao longo da década de 1970 contra Ray Reardon e Alex Higgins. Foi campeão em 1969, ano em que a prova voltou a ser um torneio de "mata-mata", ganhou o título mundial pela segunda vez em 1971 e foi o primeiro jogador a ganhar o campeonato no Crucible Theatre, em 1977. Spencer foi o primeiro campeão do Masters, em 1975, e do Masters da Irlanda (em inglês:  Irish Masters), em 1978.
Em 1964 e 1965, chegou à final do Campeonato Inglês Amador (em inglês:  English Amateur Championship), conquistando-o finalmente em 1966. Tornou-se profissional em 1967 e, dois anos depois, conquistou o primeiro de seus títulos mundiais.
Ele venceu mais de vinte torneios em sua carreira, incluindo três edições do Pot Black. Ele foi membro da equipe de comentaristas de snooker da BBC por 19 anos e presidente da Associação Mundial de Bilhar e Snooker Profissional (em inglês:  World Professional Billiards and Snooker Association — sigla: WPBSA) por sete anos.